# Comuna Iablunîțea, Iaremce
Iablunîțea (în ucraineană Яблуниця) este o comună în orașul regional Iaremcea, regiunea Ivano-Frankivsk, Ucraina, formată din satele Iablunîțea (reședința) și Voronenko.

## Demografie
Componența lingvistică a comunei Iablunîțea
     Ucraineană (99,46%)
     Alte limbi (0,49%)
Conform recensământului din 2001, majoritatea populației comunei Iablunîțea era vorbitoare de ucraineană (99,46%), existând în minoritate și vorbitori de alte limbi.